# تفشي حمى الضنك في تايوان 2015
تفشي حمى الضنك في تايوان 2015 اعتبارا من نهاية عام 2015 تم تسجيل ارتفاع كبير في عدد حالات حمى الضنك في مدن تاينان، وكاوهسيونغ، وبينغتونغ سيتي. أظهرت بيانات رسمية تايوانية أن أكثر من 40،000 شخص معظمهم في المدن الثلاث قد أصيبوا في عام 2015. بدأ انتشار الوباء في صيف عام 2015، وكانت أول الحالات المبلغ عنها قد سجلت في المنطقة الشمالية في مجينة تاينان. كان هناك العديد من الحالات الموثقة في المدن والمحافظات الأخرى.

## الاحصائيات
قام المراكز التايواني للسيطرة على الأمراض بسرد عدة إحصائيات عن تفشي المرض، هذه الإحصاءات أخذت من مركز الوبائيات ومركز القيادة لتفشي مرض حمى الضنك.

### الإصابات والوفيات
بلغ مجموع عدد الحالات المصابة 42,572 حالة، في حين بلغت الوفيات 209 وفية. وهي كالتالي:
- تاينان: الإصابات 22,741، الوفيات 112.
- كاوهسيونغ: الإصابات 18,933، الوفيات 95.
- بينغتونغ سيتي: الإصابات 373، الوفيات 2.
- أخرى: الإصابات 525، الوفيات 0.

### المتوفين
أصدر مركز السيطرة على الأمراض بيان صحفى صدر في تايوان بتاريخ 23 ديسمبر 2015، يعطي فيه التركيبة السكانية في إصابة المرض، كما يعطي إحصاءات عن المتوفين:
| تفشي حمى الضنك في تايوان 2015 | من بين 209 حالة وفاة، وجدت أن ما يترافق مع الإصابة بحمى الضنك 106 من الرجال وحوالي 98 حالة من النساء. يبلغ متوسط عمر المتوفين 75 سنة. كل واحد منهم في المتوسط يعاني من أمراض مزمنة مثل: ارتفاع ضغط الدم والسكري وأمراض الشرايين التاجية وأمراض الفشل الكلوي. يبلغ متوسط عدد الأيام بين بداية الإصابة حتى الموت 6.2 يوم | تفشي حمى الضنك في تايوان 2015 |

.